# アグリー・クリスマス・セーター

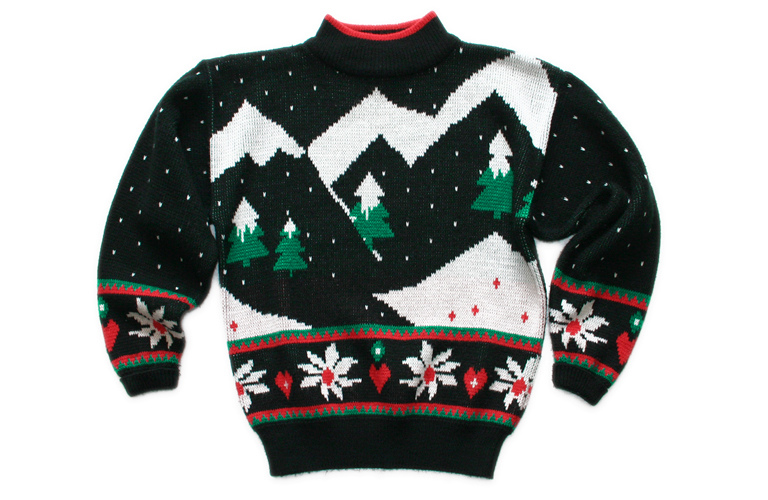
雪景色、ツリーを赤や緑で編みこんだ悪趣味なセーター

アグリー・クリスマス・セーター（英: Ugly Christmas Sweater）とは、セーターの一種、もしくはジョークグッズで、クリスマスに特有の柄を過剰なまでに編み込んだ「悪趣味」さ（キッチュ）を逆に楽しもうとするものである。悪趣味であればあるほどよく、ウォール・ストリート・ジャーナルは2010年に「いま最もホットなファッション」と評している。
他に「クリスマスセーター」、「アグリーセーター」、「ダサいセーター」、「ダサセーター」、「駄セーター」などとも呼ばれる。

## 起源

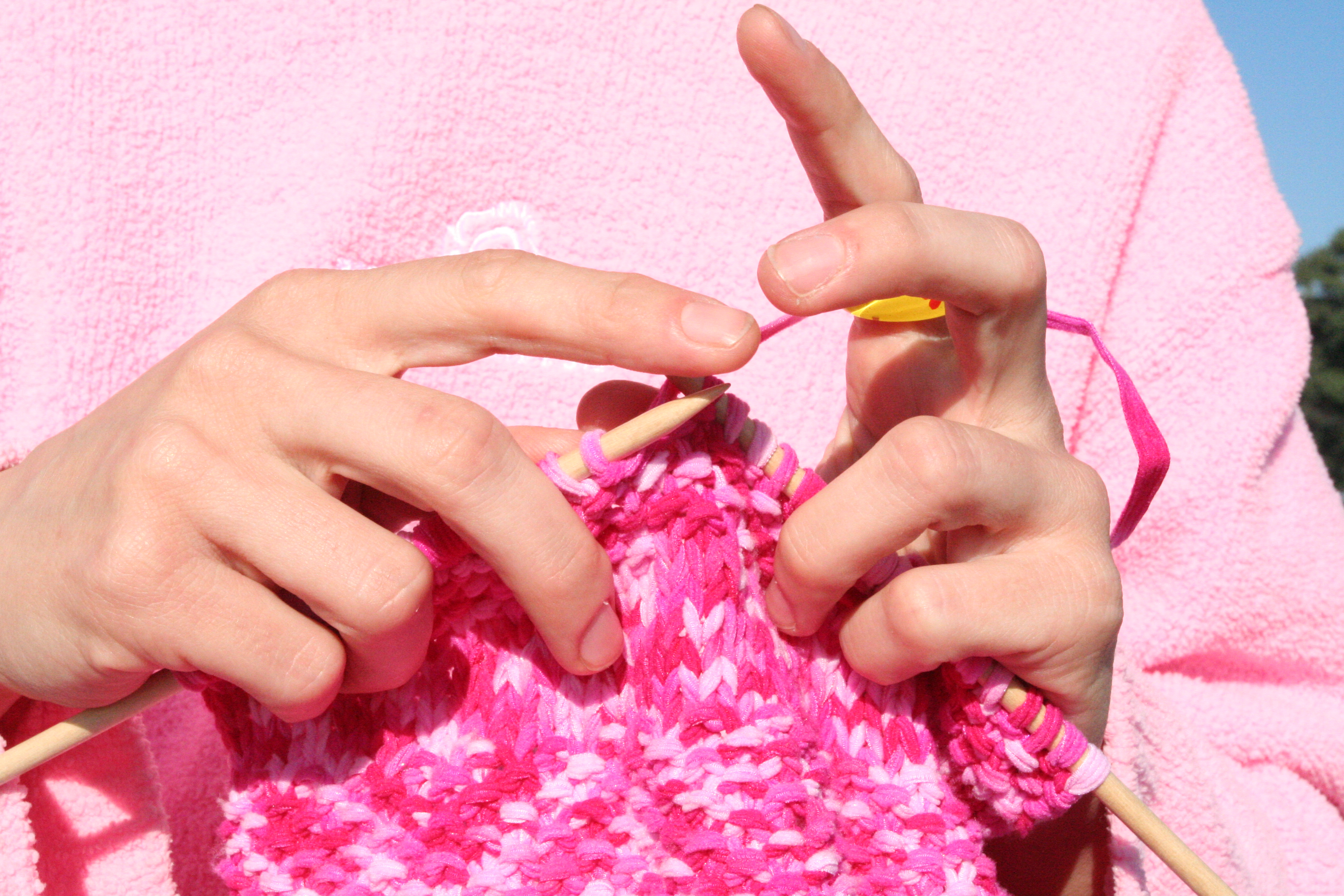
手編みのプレゼントは欧米人にとって子供時代の恐怖体験の一つである。

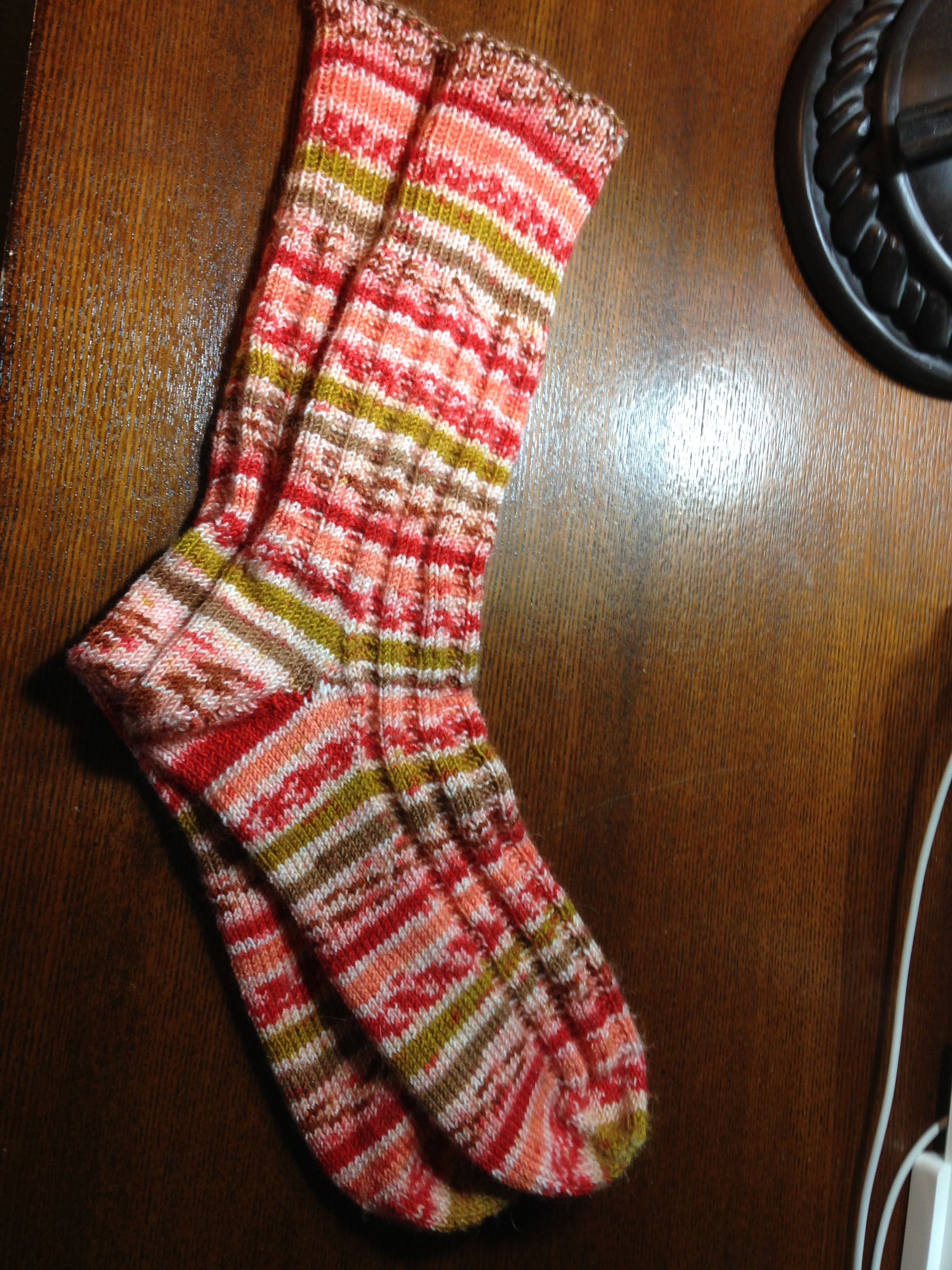
クリスマスシーズンには悪趣味な柄が蔓延する。

欧米では、たいていの人間が「おばあちゃんからのクリスマスプレゼント」として、着るのが恥ずかしい悪趣味な手編みのセーターをもらった経験がある。それはたいてい、雪だるまやトナカイ、クリスマスリースやクリスマスツリーをでかでかと、または大量に編みこんであり、クリスマスらしい赤や緑の派手な色をしていて、欧米人にとって子供時代の嫌な思い出のひとつになっている。こうしたアグリー・クリスマス・セーターは少なくとも19世紀から存在した。
アグリー・クリスマス・セーターは1990年代から2000年代にかけて、ジョークギフトとしてクリスマスの人気アイテムの一つになった。ニューヨーク・タイムズやインデペンデントによれば、1980年代のイギリスBBCの子供向けチャンネル（CBBC）で人気パペット「ゴードン・ザ・ゴーファー」（Gordon the Gopher）のクリスマス特番で歌手のアンディ・ウィリアムスがアグリー・クリスマス・セーターを着用して登場したのが、人気に火がついたきっかけである。また、TIMEやオンライン辞書のUrban Dictionaryでは、コメディアンのビル・コスビーがコメディ番組のコスビー・ショーで1980年代から着ていた派手なセーターがトレンドのルーツだとしている。
アグリー・クリスマス・セーターは、2001年の人気映画『ブリジット・ジョーンズの日記』の中で、コリン・ファースがお母さんにもらったトナカイ柄のセーターを着るエピソードで再び注目を集めた。2010年代にかけて、その悪趣味さがかえって「ダサかわいい」ものとして人気となってゆき、セレブたちも愛好するようになった。通販大手のアマゾンでは、アグリー・クリスマス・セーターの売上が1年で6倍に伸び、Googleでは「アグリー・クリスマス・セーター」の検索が3割増えた。

## 流行

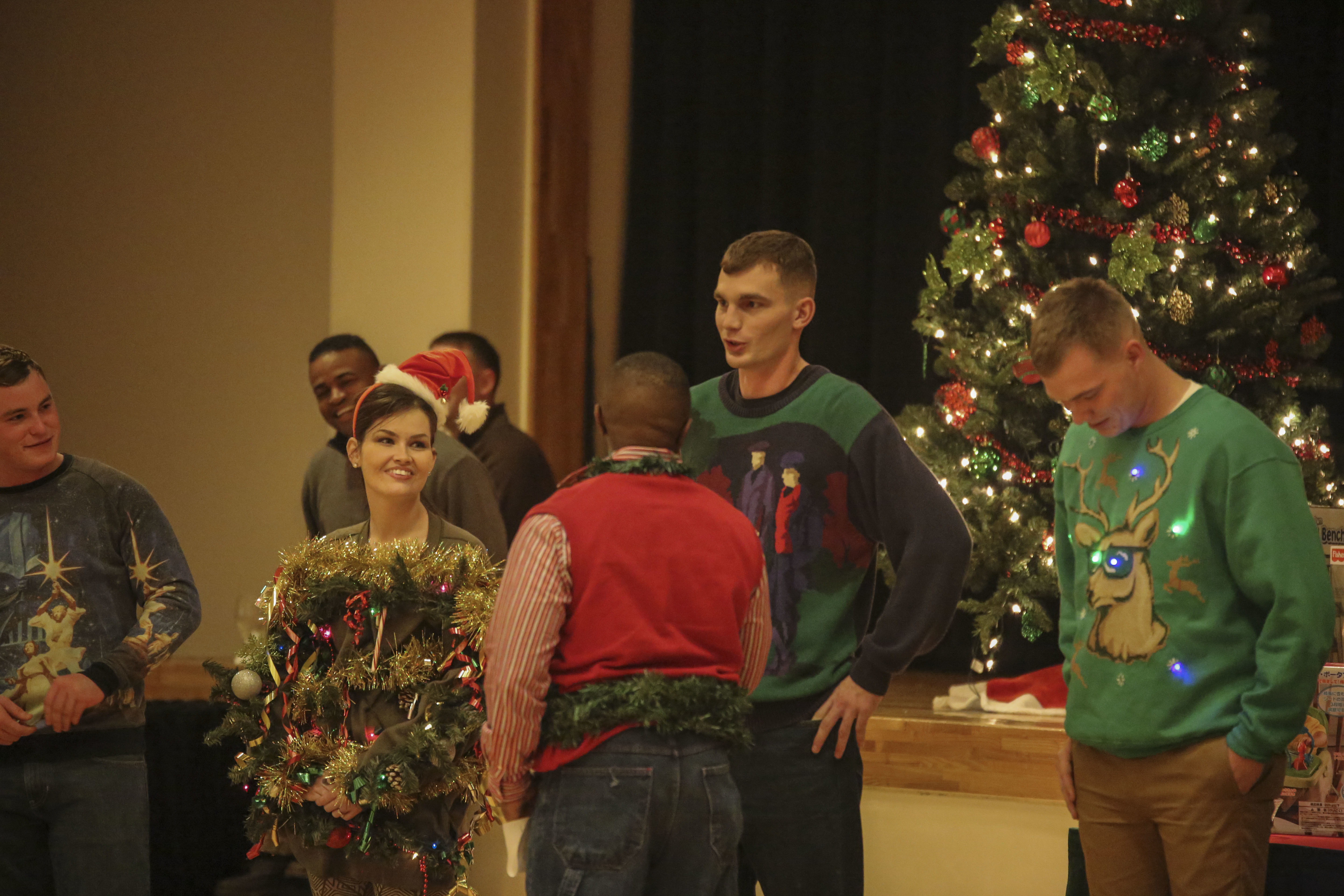
在沖海兵隊らによるアグリーセーターコンテスト（2014年 キャンプ・ハンセン）

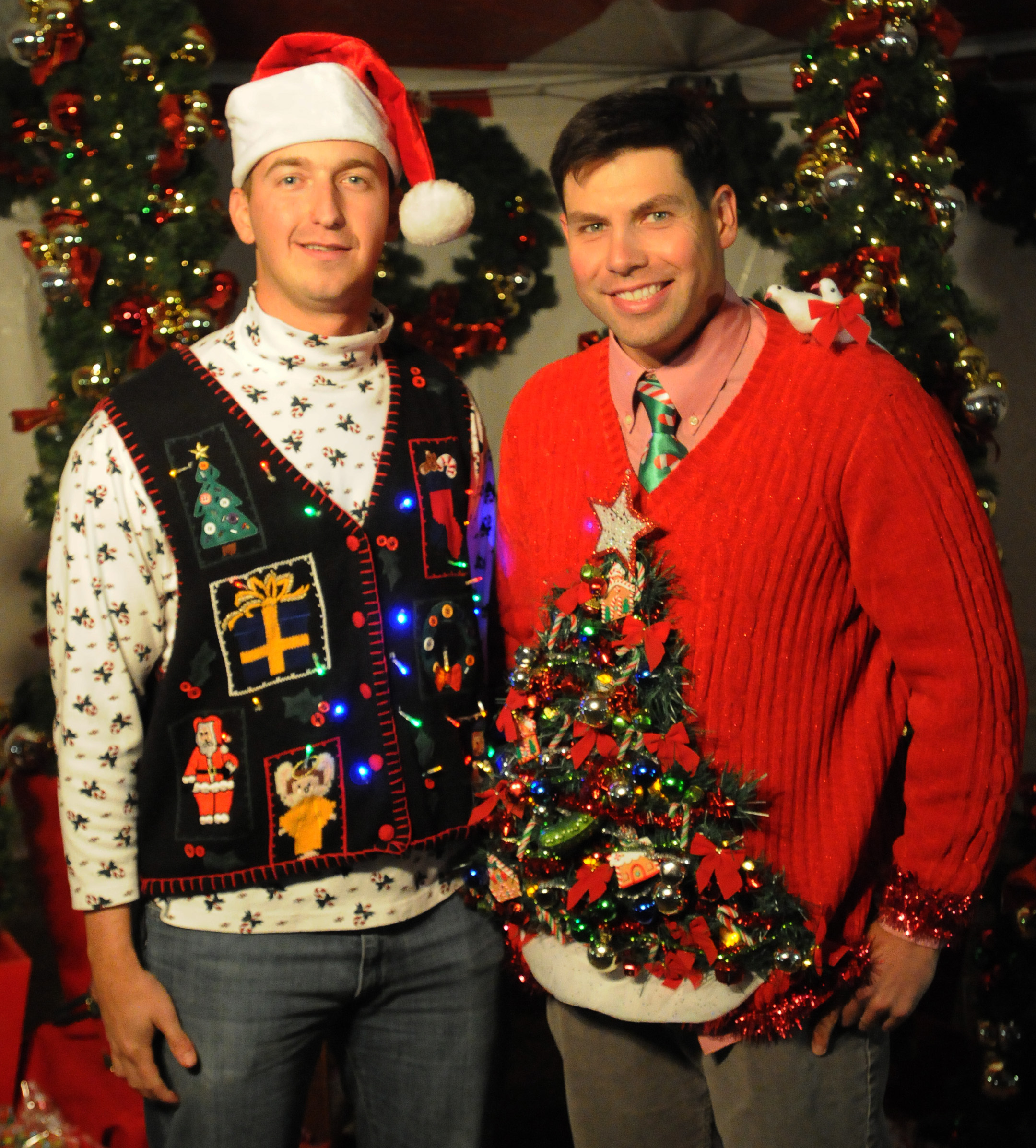
コンテストの参加者

イギリスでは、セーブ・ザ・チルドレンの一環として、「クリスマス・ジャンパー・デイ（Christmas Jumper Day）」というチャリティー運動が興った。これは特定の日にアグリー・クリスマス・セーター（クリスマス・ジャンパー）を一斉に着て、子供のために皆が最低1ポンドを寄付するというものである。
一方アメリカでは、2011年に12月12日を「アグリー・クリスマス・セーターの日」と定め、多くのファッションブランドがアグリー・クリスマス・セーターを売り出している。アグリー・クリスマス・セーターは、悪趣味であればあるほど高価で、参加者が全員アグリー・クリスマス・セーターを着て集まるパーティーやコンテストが全米で開かれる。

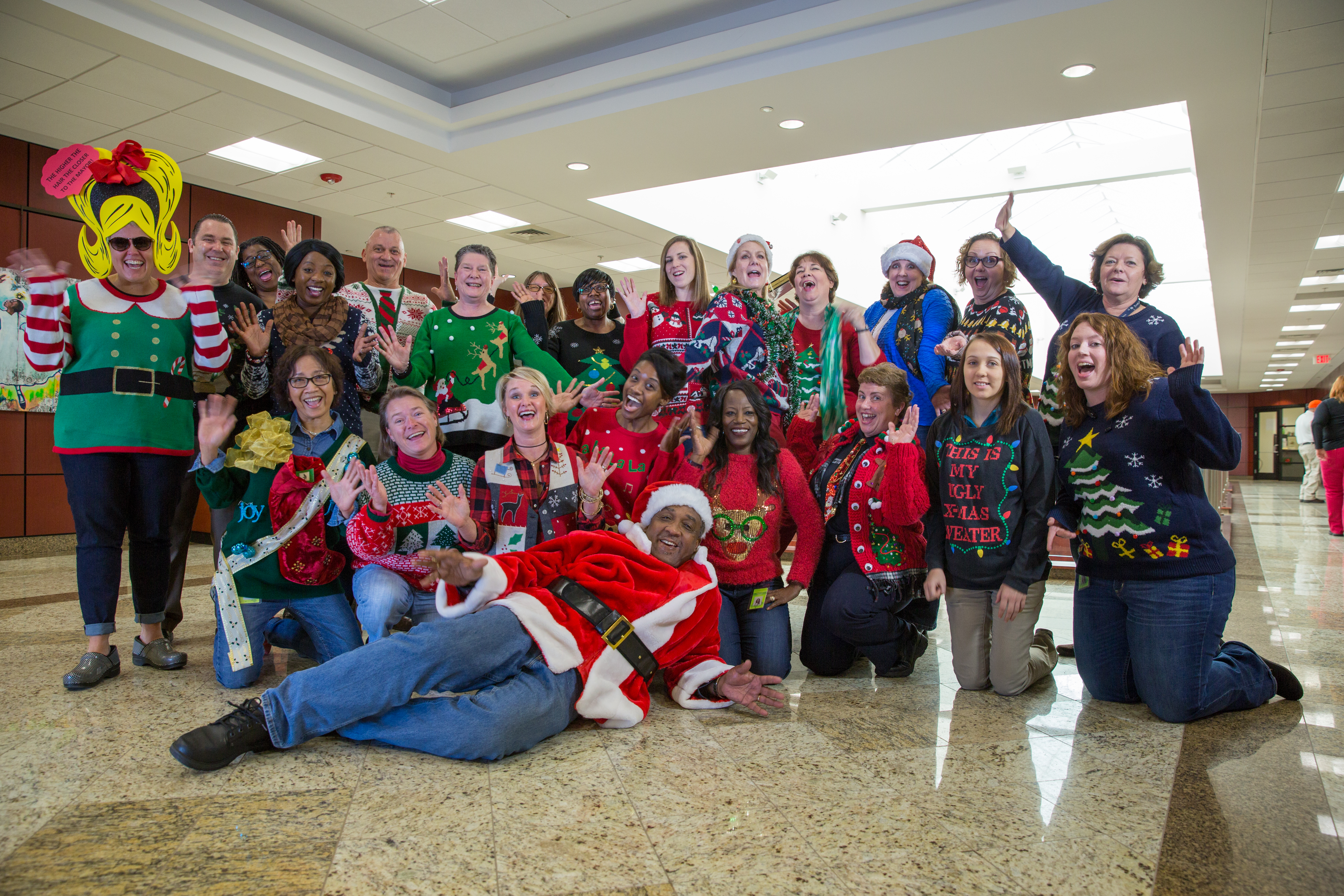
「アグリー・クリスマス・セーターの日」のイベント
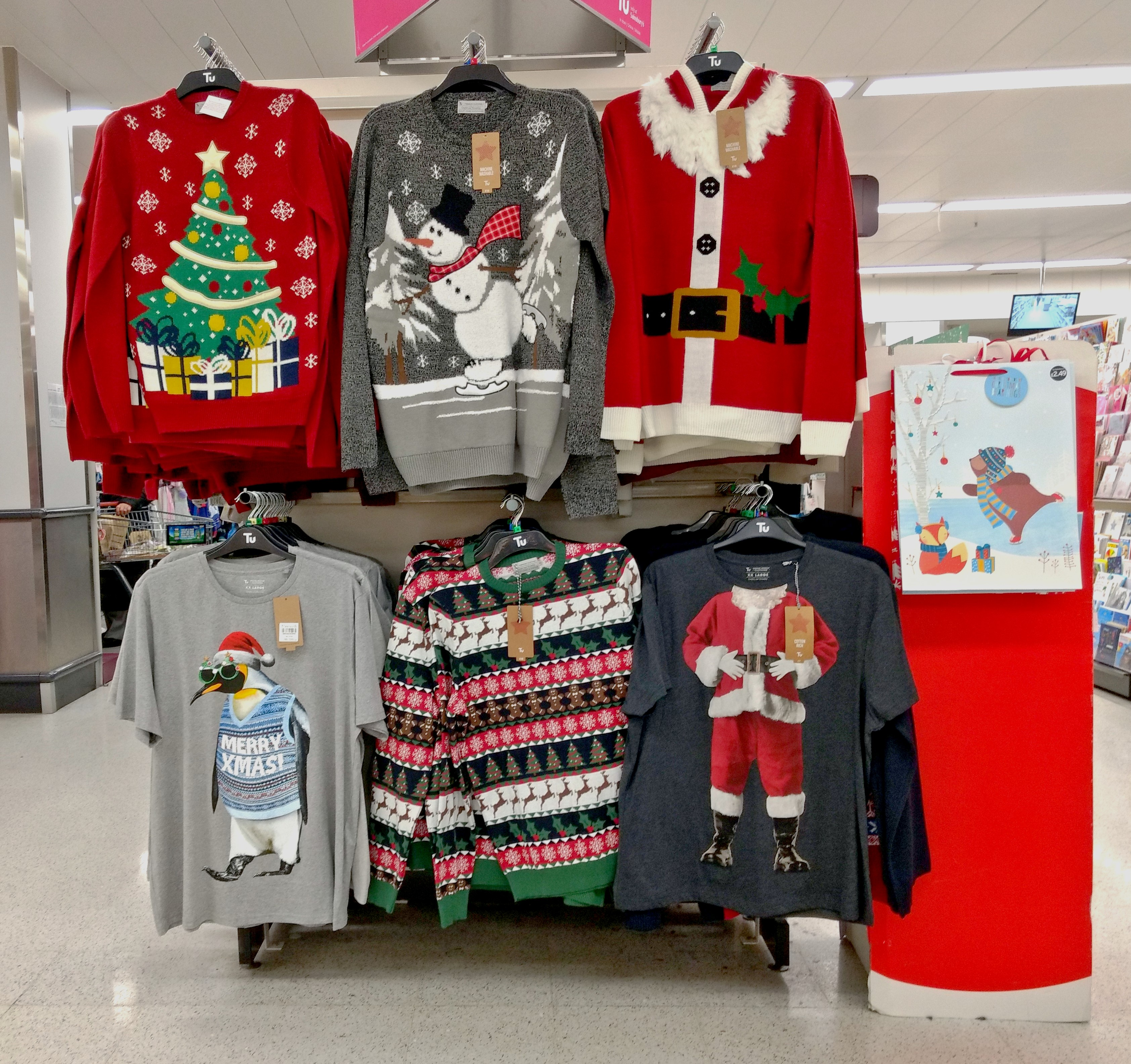
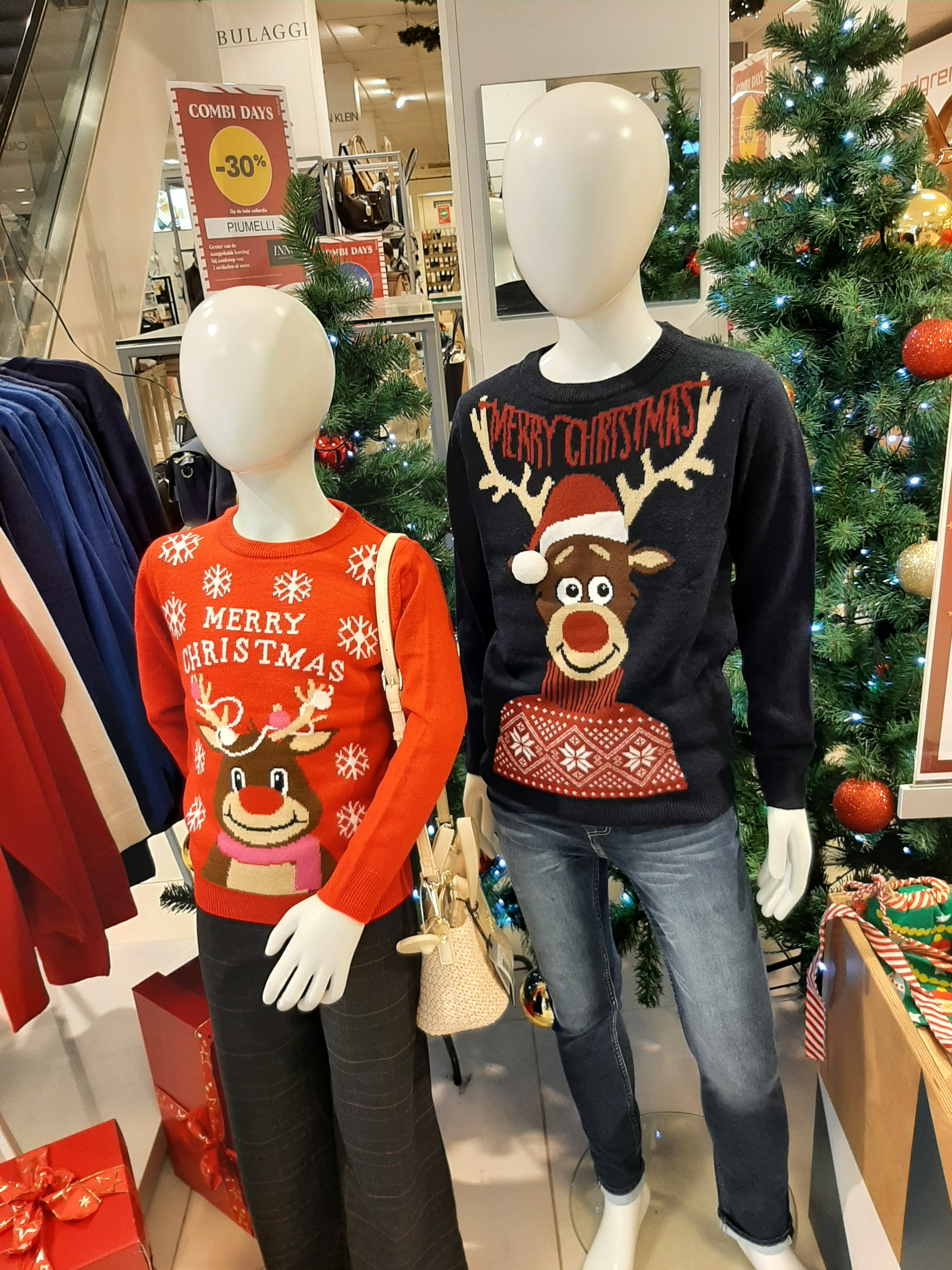
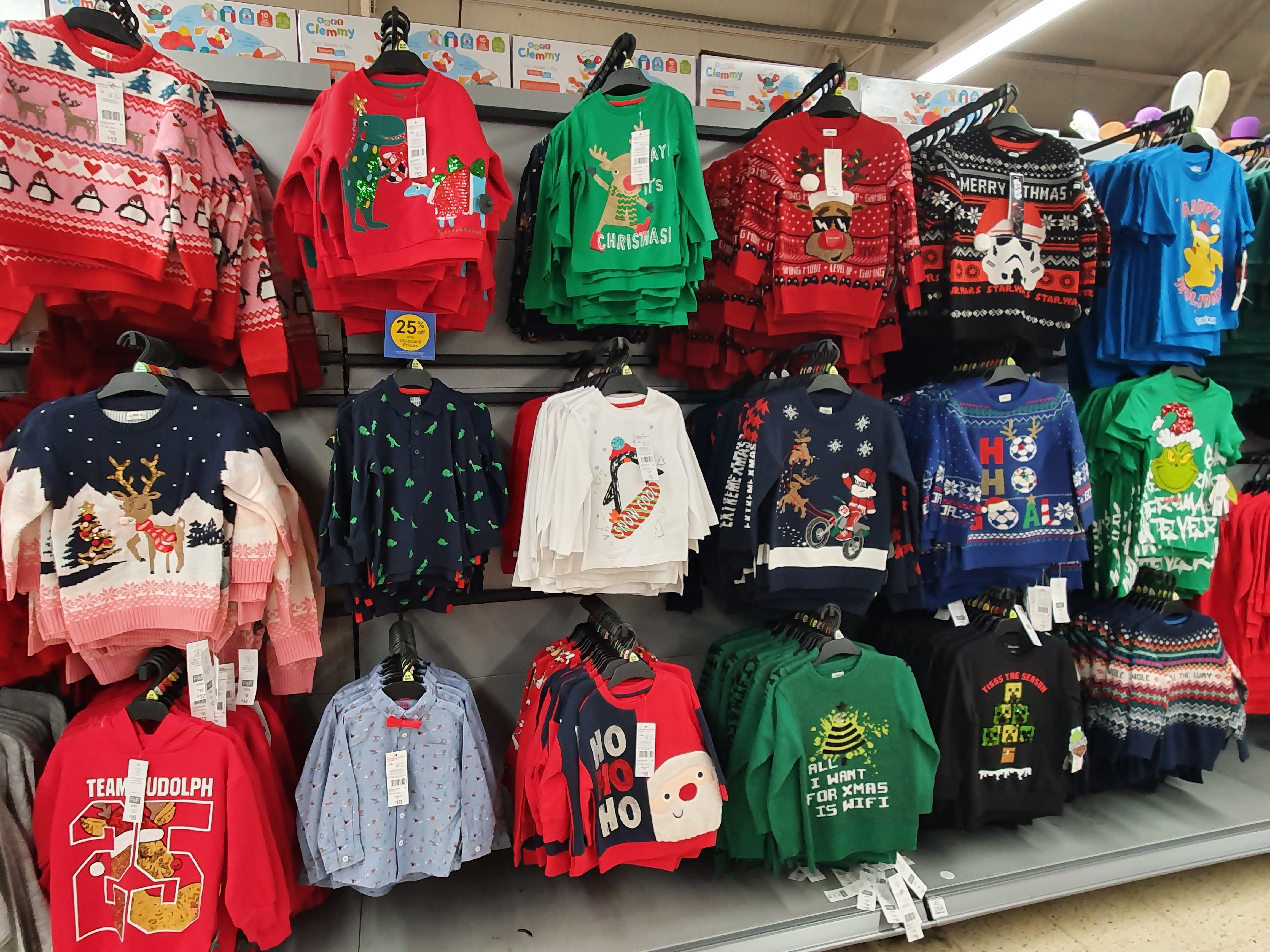

2011年に出版された『アグリー・クリスマス・セーター・ブック』（Ugly Christmas Sweater Party Book）では、こうしたパーティーは2001年頃から行われていたとされる。これに対し、カナダでは2002年にバンクーバーで開催されたアグリー・クリスマス・セーター・パーティーが起源だと抗議している。
10月末のハロウィンの仮装はもっぱら子供のためのものだが、12月のアグリー・クリスマス・セーターは大人向きのイベントである。ブルーミングデールズのような高級デパートからH&Mのような低価格ショップまでがアグリー・クリスマス・セーターを取り揃え、アバクロンビー&フィッチやラルフ・ローレンのような高級ブランドが悪趣味さを争っている。ヴィンテージものも登場し、スラッシュメタルバンドのスレイヤーでさえ、アグリー・クリスマス・セーターを売り出している。ウォール・ストリート・ジャーナルはアグリー・クリスマス・セーターが服飾業界のリテール部門に大きなビジネスチャンスを創出しているとしている。
日本でもSNSやTVメディアで特集されるなどの盛り上がりを見せている。